# Tempo Saquarema
Tempo Saquarema é o conceito utilizado pelo historiador Ilmar Rohloff de Mattos para designar o período da história do Brasil entre os anos de 1850 e 1870, compreendido como a fase de consolidação do Estado brasileiro, sob a liderança do Partido Conservador, cujos membros eram conhecidos como saquaremas.

## Início

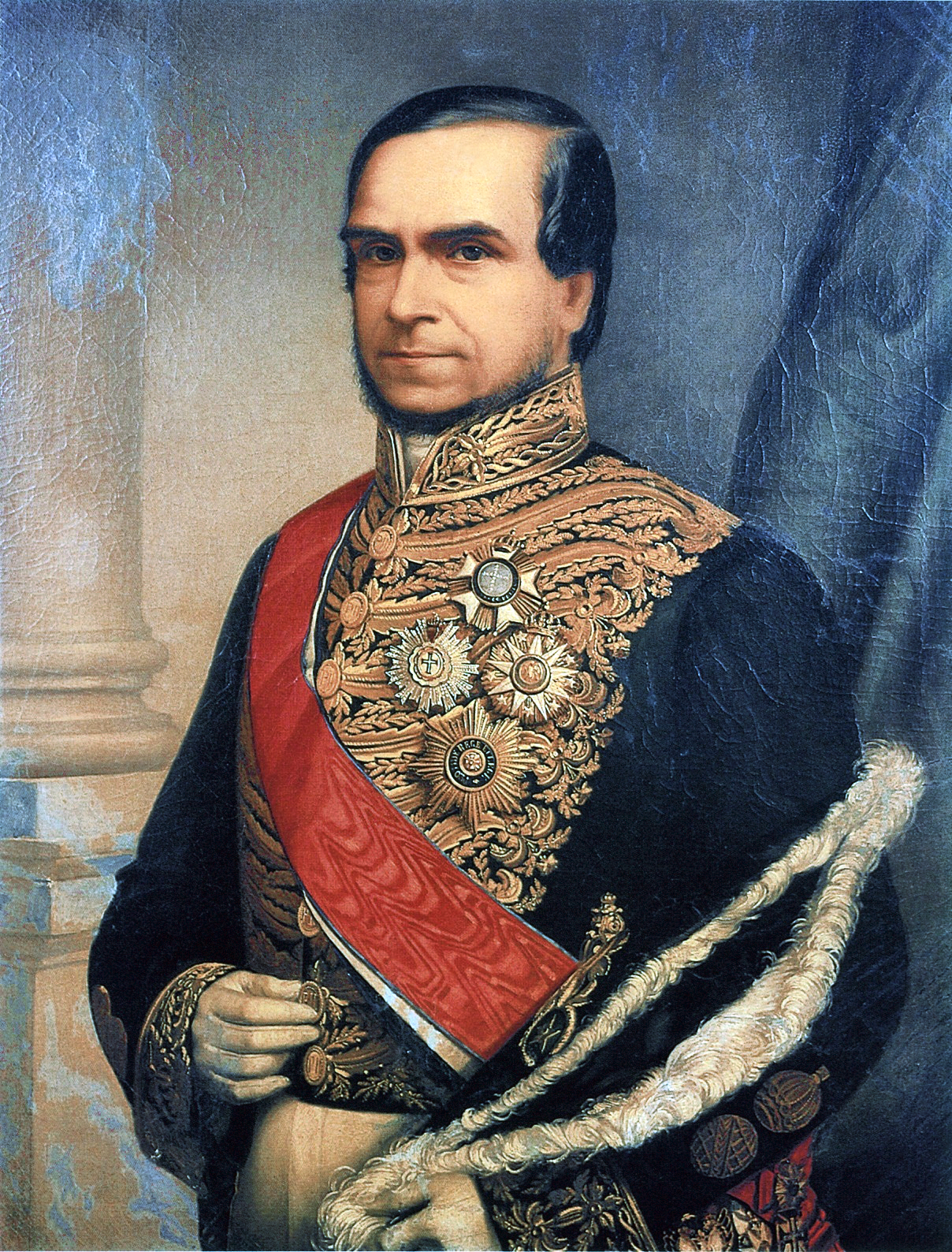
Honório Hermeto Carneiro Leão, Marquês do Paraná, um dos principais líderes do Tempo Saquarema.

O ano de 1850 marcou o início da hegemonia saquarema à frente do Império do Brasil, visto que inúmeras legislações e reformas foram aprovadas no sentido de fortalecer a posição desse grupo dominante.
Se durante a Regência (1831-1840), conservadores e liberais se digladiaram pelo controle do Estado, às voltas com guerras e revoltas, o Segundo Reinado (1840-1889), inaugurado sob o jugo liberal, acabou por mostrar-se favorável aos conservadores. A Lei Interpretativa do Ato Adicional (1840) acabou por limitar, quando não impossibilitar, muitas das conquistas liberais da década de 1830, fortalecendo a centralização administrativa do Império.
Em 1842, as Revoltas Liberais foram esmagadas, assim como as revoltas remanescentes do período regencial, como a Farroupilha, encerrada em 1845. Ambos os eventos demarcaram o controle e a “domesticação” de opositores e de elites dissidentes, consolidando o poder saquarema.

## Características

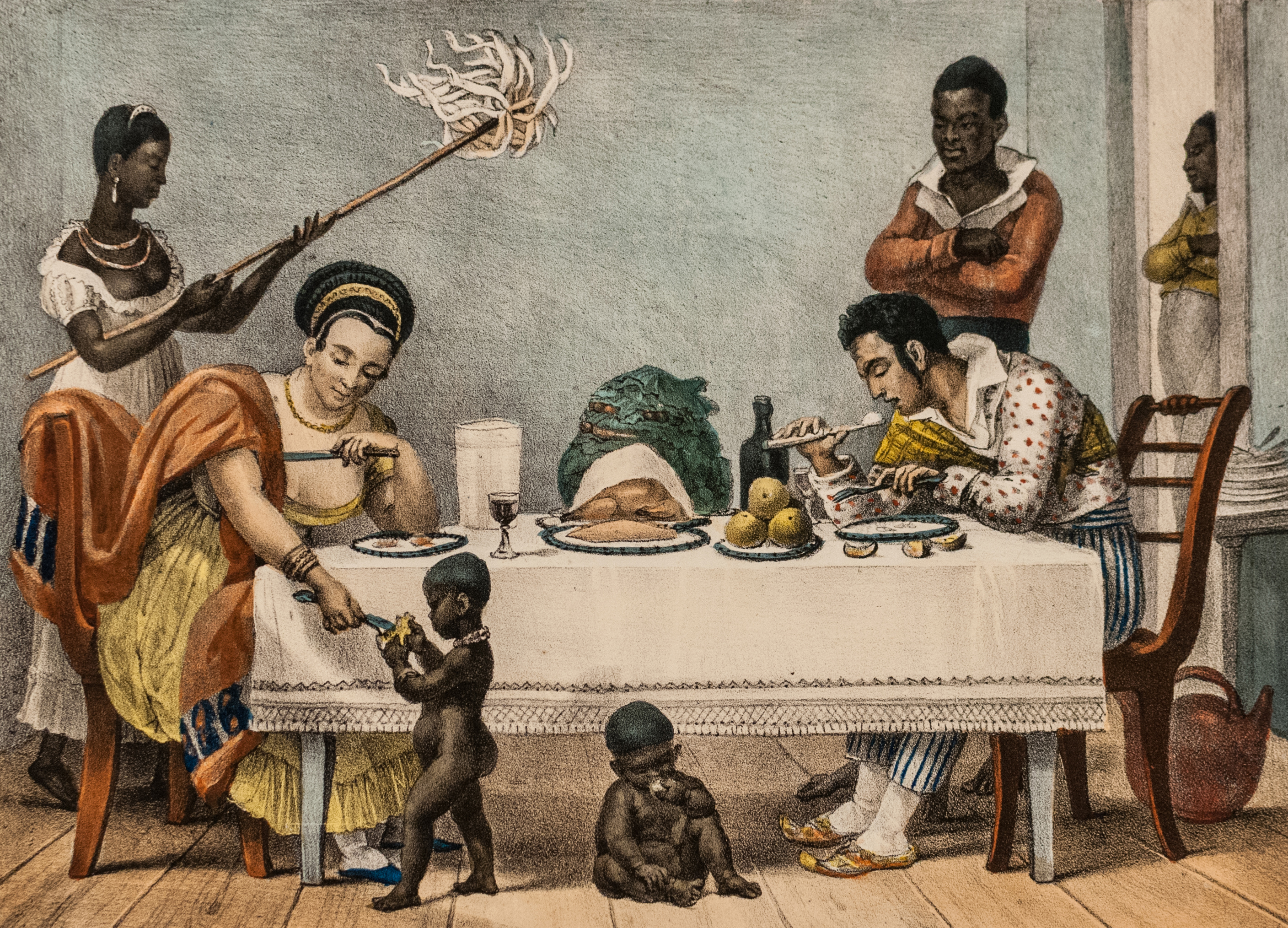
A "Tese dos Três Mundos" estabelecia o lugar de cada grupo social na sociedade brasileira e fortalecia a dialética "senhor-escravo"

Segundo Mattos (1987), o Tempo Saquarema seria caracterizado por uma série de práticas e medidas que visavam adaptar a realidade brasileira oitocentista às diretrizes e ideologias do Partido Conservador.

### Transmigração
Na teoria saquarema, a vinda da Família Real Portuguesa para o Brasil em 1808 criou um elo entre um passado e um futuro imperial. D. João VI trouxe para a colônia a “civilização”, completada por seu filho, D. Pedro I, após a Independência, com leis, instituições e costumes. Dessa forma, o Império do Brasil (sob a liderança saquarema) seria a continuidade da “glória imperial” portuguesa, o que sem dúvida justificava o intervencionismo defendido pelo conservadores na política internacional, favorecendo uma diplomacia mais agressiva em relação à América do Sul, mais particularmente a região do Rio da Prata, o que levou à conflitos como a Guerra da Cisplatina, a Guerra do Prata, a Guerra do Uruguai e a Guerra do Paraguai.

### Transformação e Conservação
Em muitos casos, os saquaremas abriam mão de parte de seu poder para conservar o todo, tornando favorável uma situação adversa. Um exemplo é a Lei Eusébio de Queirós, que aboliu de forma definitiva o tráfico transatlântico de africanos escravizados para o Brasil. Embora pudesse parecer contrária às determinações saquaremas, que defendiam a escravidão de forma incisiva, a medida se deu em um momento de dilatação do tráfico, após longos anos de sua atuação ilegal, suprindo o mercado escravista brasileiro e garantindo a continuidade do cativeiro em solo nacional por longos anos. Desse modo, transformava-se a situação vigente, mas conservando suas principais características.

### Tese dos Três Mundos
Síntese social do Tempo saquarema, a “Tese dos Três Mundos” definia de forma precisa os lugares de cada grupo na sociedade imperial, dividida pelos saquaremas em “governo, trabalho e desordem”. Às elites, em particular à saquarema, ficava reservado o “mundo do governo”, como a administração, a política, a instrução, a diplomacia, os negócios, a guerra. Aos escravos cabia o “mundo do trabalho”, fortalecendo a dialética "senhor-escravo" da sociedade imperial brasileira. Por fim, à massa da população, em geral homens livres, mestiços e pobres, cabia o “mundo da desordem”, que não se encaixava nessa dialética saquarema e que deveria ser combatido.
Uma das principais expressões da “Tese dos Três Mundos” estava nas eleições do Império. Extremamente restritivas, censitárias e indiretas, os pleitos imperiais só admitiam em seus quadros os brasileiros natos do sexo masculino, livres, católicos e que possuíssem uma determinada renda, afastando da cidadania brasileira um amplo espectro da população, como pobres, escravizados, mulheres, não-católicos, estrangeiros, entre outros – os analfabetos também seriam excluídos posteriormente.

## Crise

Original da Lei Áurea (1888), que aboliu definitivamente a escravidão no Brasil.

A crise do Tempo Saquarema teve início logo após seu apogeu.
O ano de 1870 marcou a fase inicial do retorno do Partido Conservador ao poder, na oposição desde 1862. Aquele período marcou duplamente a vitória brasileira na Guerra do Paraguai e a aprovação da Lei do Ventre Livre (1871), fatos que exercitavam importantes diretrizes saquaremas: a vitória na guerra fortalecia a posição hegemônica regional do Brasil, enquanto a nova lei aplacava ímpetos abolicionistas nacionais e globais, porém, sem abalar a estrutura escravocrata vigente, uma vez que previa a indenização dos proprietários, a utilização do trabalho dos libertos até seus 21 anos, o tráfico interprovincial e a continuidade da escravidão em geral. Outro exemplo da dinâmica "transformação-conservação" saquarema foi a Lei Saraiva (1881), que introduziu o sufrágio direto no Brasil. Embora uma demanda histórica dos liberais, a nova lei excluiu do sistema político uma grande parcela da população brasileira, os analfabetos, mantendo o caráter elitista das eleições e, ainda, retirando das elites políticas a necessidade de manter sob sua tutela uma grande clientela de agregados que só seria útil aos chefes políticos nos períodos eleitorais.
Contudo, apesar das vitórias, a década de 1870 também trouxe desafios frontais ao Tempo Saquarema, desafios estes que, a longo prazo, levariam ao seu fim. A chamada “Geração de 70” trouxe consigo ideias contrárias ao projeto estatal conservador. Através da política, da imprensa, da literatura e das artes, uma nova geração de homens públicos e intelectuais começou a confrontar as bases do Estado imperial. Ainda no final da década de 1860 ocorreu o surgimento de grupos radicais que passaram a questionar os quadros políticos do Império, criticando a centralização, o sufrágio, a escravidão e o Poder Moderador. Não demorou para que esse radicalismo se convertesse em republicanismo, questionando frontalmente a existência da monarquia brasileira.
O Movimento Abolicionista, que se estruturaria mais tarde, já dava seus primeiros passos, sendo formalmente incluído no programa político do Partido Liberal (1869) e tornando-se frequente na crítica de atores e entidades estrangeiras que pressionavam o Imperador e seus ministros por um encaminhamento definitivo da “questão servil” no Brasil, atacando um dos pilares do Tempo Saquarema.
Outros setores e instituições da sociedade brasileira também passaram a questionar e confrontar as bases do Império do Brasil, entre eles o Exército e a Igreja Católica: o primeiro se organizou e se politizou durante a Guerra do Paraguai, demandando maior representação política; o segundo exigia maior liberdade ante o padroado exercido pela Coroa brasileira. Ambas as demandas levariam a conflitos nas décadas de 1870 e 1880, mais especificamente a “Questão Religiosa” e a “Questão Militar”.
Esses conflitos e movimentos políticos e sociais acabaram por corroer as bases e os pilares do Tempo Saquarema, assim como do Estado imperial em si, culminando na crise generalizada da monarquia brasileira, cuja síntese seria a Proclamação da República, em 15 de novembro de 1889.